# سن روکه (انتیوکیا)
سن روکه (انگلیسی: San Roque, Antioquia) نام شهری در کشور کلمبیا است.